# Nội chiến Brunei
Nội chiến Brunei là một cuộc nội chiến nổ ra ở Brunei từ năm 1660 đến năm 1673.

## Nguyên nhân
Trong thời gian trị vì của Sultan Muhammad Ali (1660-1661), có một bất đồng giữa con trai của Sultan là Pengiran Muda ("Vương tử") Bongsu và Pengiran Muda Alam- con trai của Pengiran Abdul Mubin về kết quả của một trận đá gà mà Pengiran Muda Bungsu thua. Pengiran Muda Alam chế nhạo Vương tử về việc thua cuộc. Vương tử Bongsu nổi cơn thịnh nộ và sát hại Pengiran Muda Alam rồi chạy trốn khỏi hiện trường.

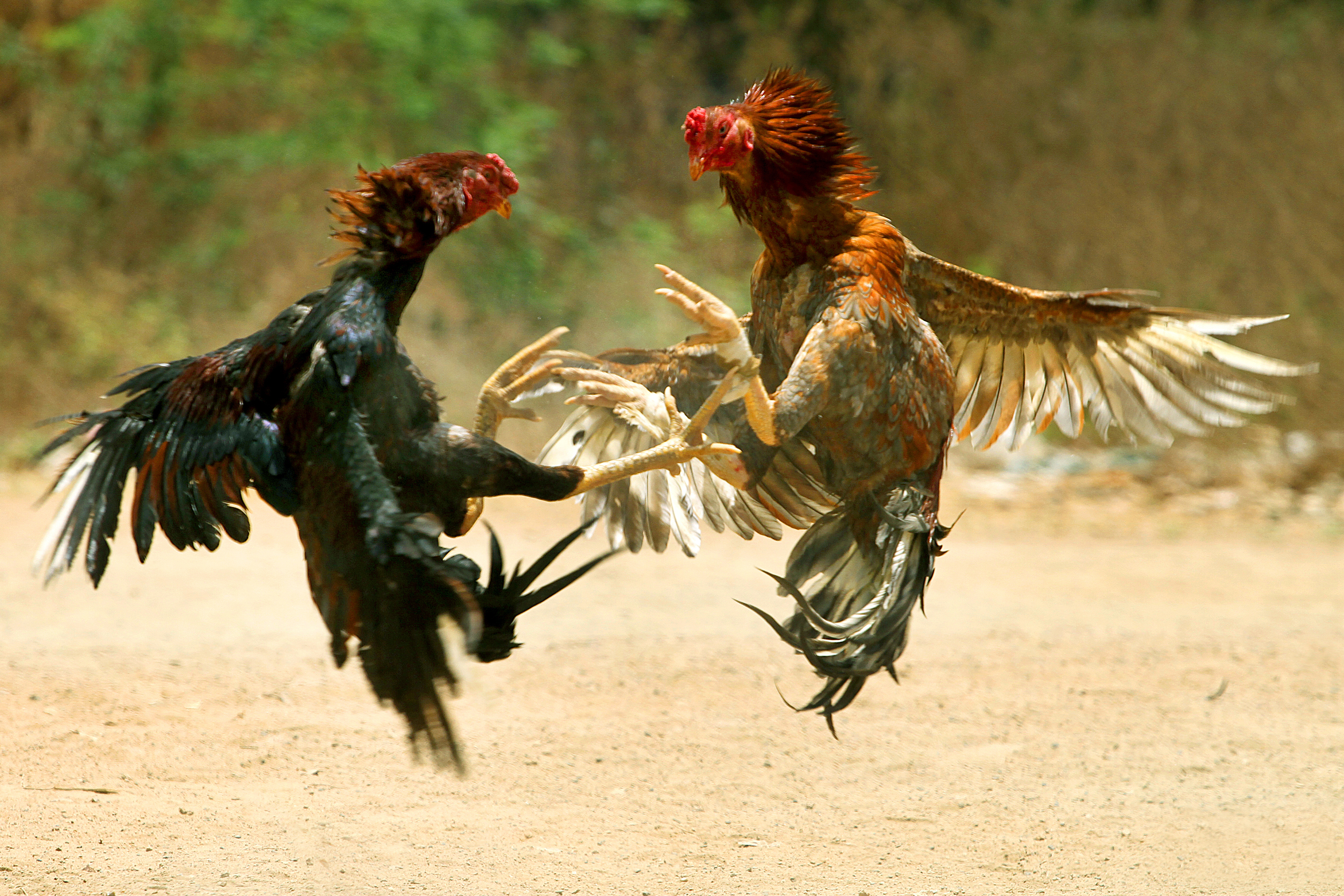
Nội chiến Brunei do một trận đá gà gây nên

Abdul Mubin cùng bộ hạ liền ra tay sát hại Sultan Muhammad Ali nhằm báo thù, Abdul Momin sau đó tự lập mình làm Sultan và chọn hiệu "Sultan Hakkul Abdul Mubin". Ông cố gắng xoa dịu các bộ hạ của Sultan tiền nhiệm bằng việc bổ nhiệm cháu trai của Muhammad Ali là Muhyiddin làm Bendahara ("Tể tướng") mới.
Tuy nhiên, sau một thời gian, những người ủng hộ Muhammad Ali thực hiện trả thù bằng cách thuyết phục Bendahara Muhyiddin đứng lên chống lại Abdul Mubin. Bendahara Muhyddin ban đầu từ chối, song sau đó lại đồng ý. Những người ủng hộ Muhyiddin bắt đầu tạo nhiễu loạn. Sultan Abdul Hakkul Momin sau đó chuyển cung điện của mình đến Pulau Chermin theo lời khuyên của Muhyiddin với ý định chờ cho đến khi cuộc khủng hoảng kết thúc. Tuy vậy, sau khi Sultan Abdul Hakkul Mubin rời đi, Muhyiddin tự tuyên bố mình là Sultan. Một trận chiến giữa hai người xảy ra sau đó, cuộc nội chiến Brunei bùng nổ.

## Chiến cuộc và kết quả
Trong Nội chiến, Sultan Abdul Hakkul Mubin chạy đến Kinarut, Malaysia ông ở đó trong 10 năm, đẩy lui các cuộc tiến công liên tiếp của Sultan Muhyiddin. Đội quân của Sultan Muhyiddin trở về Brunei sau khi thất bại trong một cuộc tấn công quyết định. Muhyiddin lo ngại rằng nội chiến kéo dài quá lâu và đề nghị Sultan của Sulu cử binh giúp đỡ. Muhyiddin hứa sẽ trao vùng đất phía đông Sabah để báo ơn giúp đỡ của Sulu. Muhyiddin cuối cùng giành được thắng lợi năm 1673, Sultan Abdul Hakkul Mubin bị giết và cuộc nội chiến đến hồi chấm dứt. Đúng như lời hứa, Sultan của Sulu nhận được khu vực phía đông Sabah như một món quà danh dự từ Sultan của Brunei nhằm thưởng công cho sự giúp đỡ của họ trong cuộc nội chiến này.